# Rozseč nad Kunštátem
Rozseč nad Kunštátem (in tedesco Rosetsch ob Kunstadt) è un comune della Repubblica Ceca facente parte del distretto di Blansko, in Moravia Meridionale.